# Броді Імре
Імре Броді (угор. Bródy Imre; 23 грудня 1891, Дюла, Австро-Угорщина — 20 грудня 1944, Мюльдорф-на-Інні, Німеччина) — угорський фізик і інженер, який у 1936 році довів до серійного виробництва криптонову лампу — лампу розжарювання, заповнену азотом з домішкою криптону.
Імре Броді доводився племінником угорському письменнику Шандору Броді. Загинув у період Голокосту в Угорщині.

## Біографія
Отримавши освіту в Будапешті, він написав докторську дисертацію на тему «Хімічна константа одноатомних газів». Деякий час він викладав у середній школі, після чого став доцентом прикладної фізики в Університеті Науки, де проводив дослідження в галузі питомої і молекулярної теплоємності. З 1920 року він працював разом з Максом Борном у Геттінгенському університеті. Вони спільно працювали над теорією динамічної кристалічної решітки. Повернувшись додому в 1923 році, він до самої смерті працював інженером науково-дослідної лабораторії Tungsram у Будапешті, а в кінці 1920-х очолив «криптоновий проект» Tungsram — розробку високоефективних і довговічних криптонових ламп розжарювання.
Лампи розжарювання першої половини XX століття заповнювалися азотом, але вже на початку першої світової війни Ріхард запропонував Якобі заповнювати їх сумішшю азоту і інертних газів. У 1920-ті роки подібні експерименти проводились у багатьох країнах, з використанням найбільш доступного (але все ж неприйнятно дорогого в ті роки) важкого інертного газу аргону. Жорж Клод першим запропонував замінити аргон криптоном, що повинно було знизити теплові втрати, а експериментально цю ідею першим перевірив Броді. У лютому 1929 року він встановив, що додання криптону знижує не тільки теплові втрати, але й дифузію газу в вольфрамову нитку розжарення — що робило лампу більш довговічною. 1 серпня 1930 року Tungsram отримала патент на винайдену Броді криптонову лампу.
Після простого за формою експерименту було теоретичне опрацювання процесів, що відбуваються в суміші азоту з малою (порядку декількох відсотків) кількістю інертного газу. Броді теоретично і експериментально довів, що найбільший виграш досягається при використанні найважчого інертного газу — криптону; навпаки, як показали досліди Броді і Еміля Тейца (угор. Emil Teisz) 1931 року, найлегший гелій для ламп розжарювання неприйнятний.
У липні 1931 року лабораторія Броді виготовила шість дослідних криптонових ламп; незалежні випробування в берлінській лабораторії показали, що середній термін служби криптонової лампи майже в чотири рази перевершує термін служби звичайної лампи розжарювання (1124 години проти 299 годин). До 1934 року Броді визначив оптимальні конфігурації ниток розжарювання і запатентував класичну грибоподібну форму балона криптонової лампи, а потім запропонував альтернативну еліпсоїдну форму. До запуску криптонової лампи в серію залишалося лише довести собівартість літра криптону з 800 рейхсмарок до не більше 6 марок.
Фірми-виробники газів (Linde, Air Liquide, IG Farben) вважали завдання неможливим, і тільки в 1936 погодилися побудувати в Айке завод з виробництва криптону. Завод, який вступив у дію навесні 1938 року, юридично належав Tungsram, але фактично контролювався Linde. На думку Броді, Linde не змогла забезпечити належну якість газу. Він зайнявся розробкою нового способу отримання криптону і в 1941 році, спільно з Тібором Міхаловіцем, запропонував нову технологію, яка істотно відрізнялася від технології Linde. Плани Tungsram відкрити в 1942 році друге, незалежне від Linde, виробництво криптону не були реалізовані через початок другої світової війни.
Незважаючи на проблеми з заводом Айке, у 1936 році Tungsram почав великосерійне виробництво криптонових ламп, а в 1938—1939 їх випуск досяг 4,7 млн штук (20 % від загального випуску ламп розжарювання на Tungsram).
Після вторгнення німецьких військ у Будапешт (березень 1944 року) Tungsram влаштувала на території заводу в Будапешті притулок для співробітників-євреїв. Броді ховався там від облав до вересня 1944 року (за іншими джерелами до 3 липня 1944). Дізнавшись, що його дружина і дочка заарештовані, він вийшов з підпілля і пішов у місто, сказавши «якщо їх вб'ють, я вже не хочу жити …» (в англійському перекладі If they are slain I do not want to live either). За твердженням доктора Іштвана Ваго, який відвідував лекції Броді в єврейському Відкритому університеті, Броді був заарештований, відправлений в Освенцім і загинув там. Насправді він помер у концтаборі Мюльдорф, який входив у «систему» табору Дахау.
На його честь у 1950 році була заснована Премія Імре Броді.